# جورج تشامبرز (سياسي أمريكي)
جورج تشامبرز (بالإنجليزية: George Chambers)‏ هو سياسي أمريكي، ولد في 31 أكتوبر 1815، وتوفي في 22 سبتمبر 1880. حزبياً، نشط في الحزب الديمقراطي. وقد انتخب عضو مجلس ولاية نيويورك.